# Federico Gallo Lacárcel

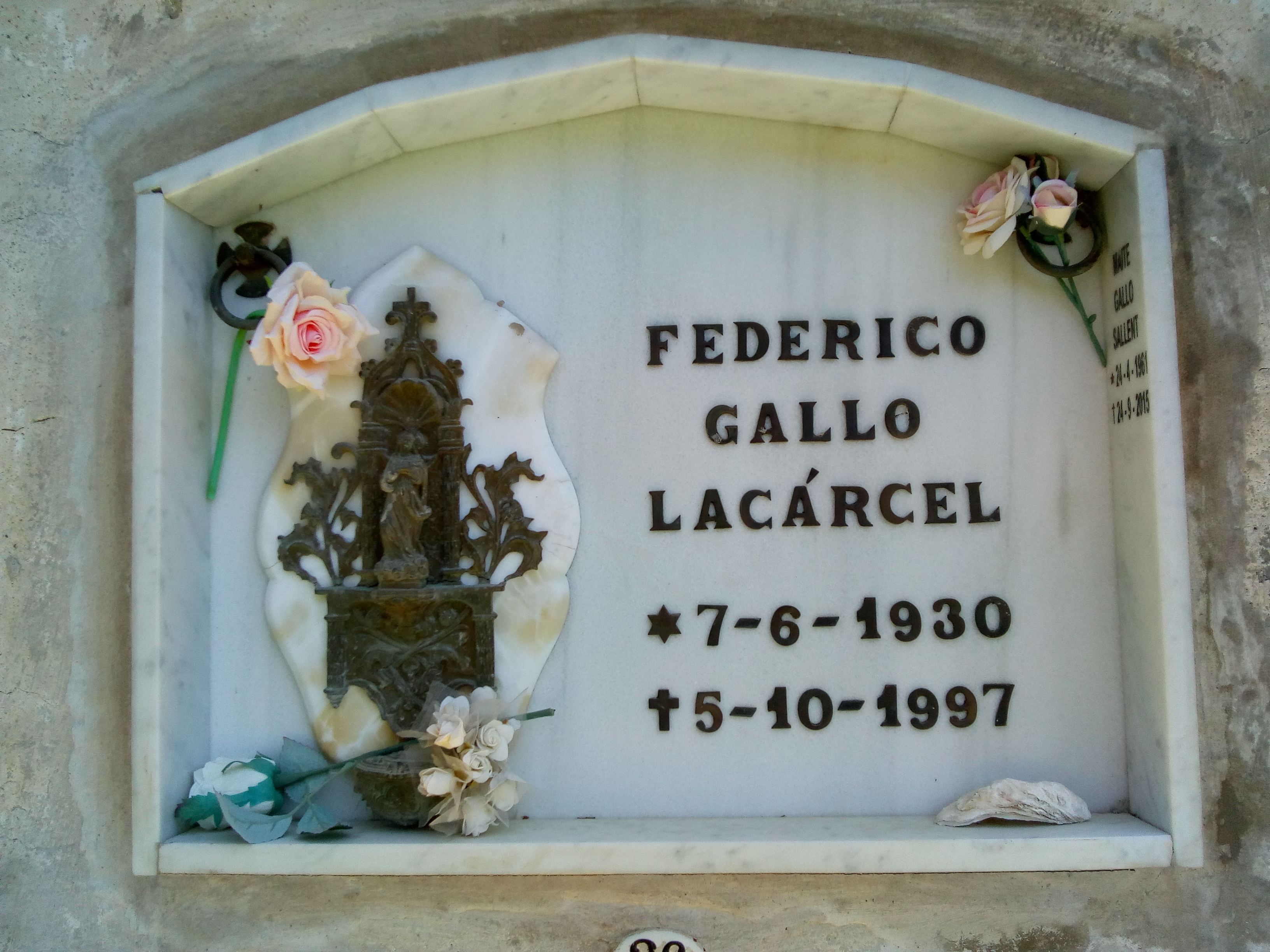
Làpida de Federico Gallo Lacárcel, a Sant Quirze Safaja

Federico Gallo Lacárcel (Barcelona, 7 de juny de 1930 - 5 d'octubre de 1997) va ser un polític, periodista i presentador de ràdio i televisió català.

## Biografia
Es va llicenciar en Dret per la Universitat de Barcelona i estava també en possessió del títol de periodisme. En els anys 50, de molt jove va iniciar la seva activitat laboral en la ràdio, des d'on saltaria a la televisió, en els primers anys de la seva existència a Espanya. Se'l considera un dels pioners entre els professionals que van fer història a Televisió Espanyola des dels estudis de Miramar. Entre els seus programes és especialment recordat per Ésta es su vida, que va estar en emissió entre 1963 i 1968. També va ser la veu que va retransmetre el Concurs d'Eurovisió entre 1961 i 1968, any en què va guanyar Massiel.
A Ràdio Nacional d'Espanya també va destacar amb espais com a Fantasía, al costat de Jorge Arandes.
En 1964 se li va concedir l'Antena de Oro per la seva labor en televisió i en 1969 el Premi Ondas de Televisió, especial del Jurat, per la seva labor al capdavant del programa Hilo directo. També se'l considera un dels pioners al món de les relacions públiques i la imatge. Va ser titular d'una famós despatx a Barcelona denominat "Ona, Instituto de Imagen y Comunicación".
A principis dels anys 1970 va saltar al món de la política, sent nomenat Governador Civil d'Albacete en 1973, de Múrcia en 1976 i de Barcelona uns mesos en 1982. També va ser director general de Protecció Civil entre 1980 i 1982 (moment en el qual va participar en el comitè de crisi que es va fer càrrec a les ordres del Rei del govern durant l'intent de cop d'estat del 23-F, mentre el Govern espanyol romania retingut al Congrés dels Diputats), president del sindicat vertical de professionals de ràdio i televisió i responsable dels informatius de la primera cadena de TVE.
També va intervenir en la pel·lícula Once pares de botas.
En els últims anys de la seva vida es va dedicar de ple al món de la ràdio, presentat Entre tú y yo, un programa diari d'opinió sobre temes d'actualitat a Ràdio Salut de Barcelona, emissora dirigida pel seu amic Jorge Arandes.
És el pare del Director de l'OARCC i primer president del Tribunal Català de Contractes del Sector Públic, Juan Antonio Gallo.

## Trajectòria a TV
- Club Miramar (1959-1960)
- Adivine su vida (1960)
- Panorama (1960-1963)
- Cada semana una historia (1963)
- Fin de semana (1963)
- Edición especial (1963)
- Ésta es su vida (1963-1968)
- ¿Quién es quién? (1963-1964)
- Llamada al corazón (1964)
- Tarjeta de visita (1964)
- Del hilo al ovillo (1965)
- Hombres que dejan huella (1966)
- Kilómetro lanzado (1966)
- Gran premio (1966-1967)
- Protagonista, el hombre (1967)
- Nivel de vida (1968)
- Hilo directo (1968)
- Opinión pública (1969)